# Luis Enrique Martínez García

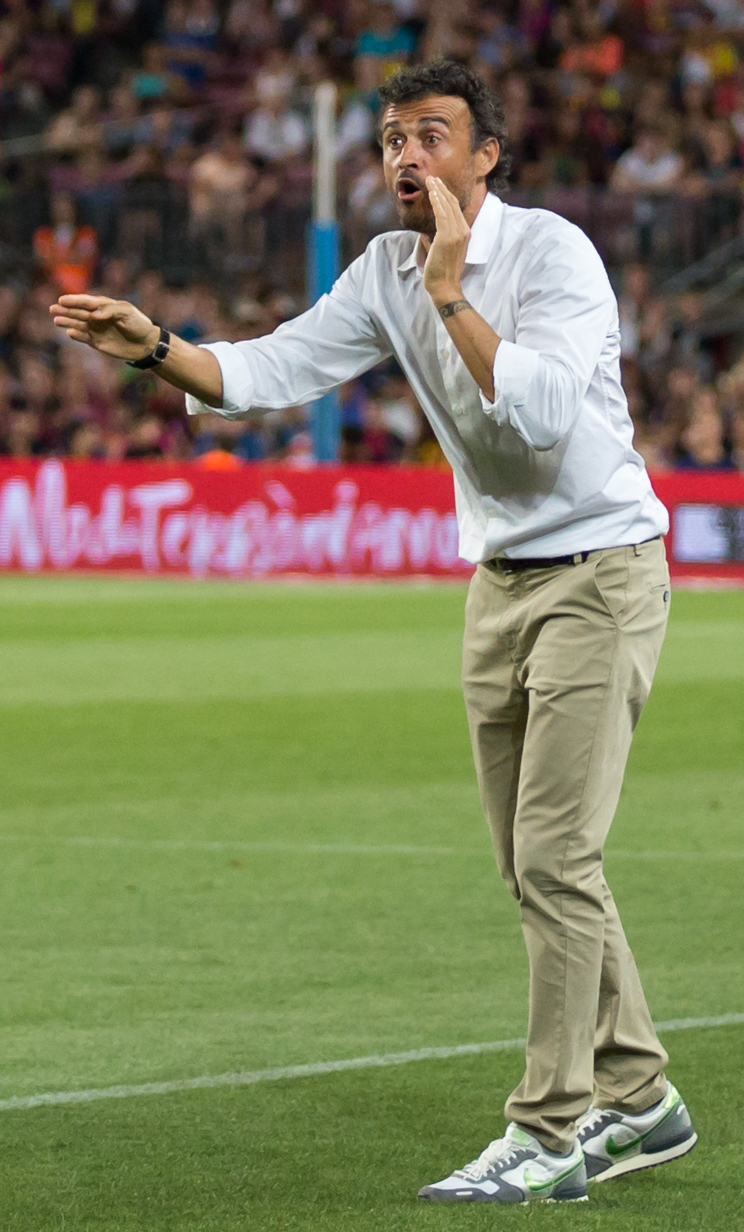
Luis Enrique roku 2014

Luis Enrique Martínez García (* 8. května 1970 Gijón) je španělský fotbalový trenér, který trénuje francouzský klub Paris Saint-Germain FC, a bývalý profesionální fotbalista, který hrával většinou na pozici záložníka, ale vynikal velkou univerzálností.
Se španělskou reprezentací získal zlatou medaili na Letních olympijských hrách roku 1992, krom toho hrál na třech světových šampionátech (1994, 1998, 2002) a jednom závěrečném turnaji mistrovství Evropy (1996). Za národní tým celkem odehrál 62 utkání a vstřelil 12 branek. S FC Barcelona vyhrál v sezóně 1996/97 Pohár vítězů pohárů a následně i Superpohár UEFA. Je trojnásobným mistrem Španělska, jednou s Realem Madrid (1995), dvakrát s Barcelonou (1998, 1999). Je jedním ze tří Španělů, které Pelé zařadil roku 2004 mezi 125 nejlepších žijících fotbalistů.
Po skončení hráčské kariéry se stal trenérem, v letech 2011–2012 vedl AS Řím, v letech 2013–2014 Celtu de Vigo. V květnu 2014 se dohodl na dvouleté trenérské smlouvě s FC Barcelona. V roce 2018 byl poprvé jmenován hlavním trenérem Španělska a v roce 2019 z rodinných důvodů odstoupil. V témže roce se do funkce vrátil a následně dovedl tým do semifinále Eura 2020 a na druhé místo v Lize národů 2020/21. Po konci mistrovství světa 2022 na svůj post rezignoval.
Od roku 2023 je trenérem francouzského klubu Paris Saint-Germain, který dovedl v sezóně 2024/25 k historickému prvnímu vítězství v Lize mistrů UEFA.

## Klubová kariéra
V roce 1991 odešel z Gijónu do Realu Madrid, kde strávil pět sezón.

### FC Barcelona
Ve svém prvním roce za Barcelonu v sezóně 1996/97 nastřílel 17 ligových gólů a byl tak další útočnou silou mužstva Bobbyho Robsona za Ronaldem a Figem. Ačkoliv Barcelona skončila ve španělské lize druhá, získala jiné trofeje: španělský Superpohár, domácí pohár a Pohár vítězů pohárů.
V dalším ročníku vedl Barcelonu kouč van Gaal. Enrique patřil ke klíčovým hráčům a v lize opět kraloval a připsal si 18 gólů za 34 zápasů. Také jeho výkony pomohly k zisku mistrovského titulu. Další rok pod van Gaalem vyústil v obhajobu titulu.
V ročníku 1999/00 se Enriquemu a jeho spoluhráčům podařilo více se ukázat v Lize mistrů, kde v předchozích letech katalánský velkoklub mnohdy skončil ve skupině. V základní skupině se jedním gólem prosadil ve druhém zápase proti Fiorentině, který skončil výhrou 4:2.
Další zápas dal gól doma proti Arsenalu, který znamenal zisk bodu za remízu 1:1.
Třetí gól zaznamenal na půdě Arsenalu, kde Barcelona zvítězila 4:2.
Další tři góly vstřelil ve druhé skupinové fázi. Barcelona došla do semifinále, tam ale neuspěla proti Valencii. Ligu Katalánci zakončili na druhém místě, sezónu tedy zakončili bez trofeje. Enrique nastoupil do 19 zápasů La Ligy a trefil se třikrát včetně vítězného zápasu proti Atléticu Madrid (2:1) v prosinci 1999, kdy se trefil po povedené Rivaldově patičce.

## Trenérská kariéra

### AS Řím
Enrique se v létě 2011 stal trenérem italského týmu AS Řím, se kterým podepsal smlouvu na dva roky.
V srpnu jeho mužstvo senzačně vypadlo v předkole Evropské ligy se Slovanem Bratislava.
V italské lize dosáhl na sedmé místo, které pro další rok nezaručovalo evropské poháry. Angažmá proto předčasně ukončil koncem sezóny.

### Celta Vigo
V červnu 2013 přijal místo trenéra ve španělském klubu Celta de Vigo.

### FC Barcelona
Mezi roky 2014 až 2017 vedl tým FC Barcelona.

### Španělská reprezentace
Luis Enrique byl jmenován trenérem španělské reprezentace 9. července 2018 a nahradil tak svého bývalého klubového i reprezentačního kolegu Fernanda Hierra. Svůj první zápas na lavičce reprezentačního týmu odtrénoval 8. září a na stadionu ve Wembley dovedl tým k vítězství 2:1 nad Anglií v Lize národů UEFA.
Osobní důvody jej v červnu 2019 přiměly ukončit působení u reprezentace Španělska. Do funkce se vrátil 19. listopadu téhož roku, kdy vystřídal svého nástupce Roberta Morena.
Enrique dovedl Španělsko do semifinále EURO 2020, v němž po remíze 1:1 prohrálo s Itálií na penalty.
Na mistrovství světa 2022 vypadl tým Luise Enriqueho v osmifinále po dalším penaltovém rozstřelu, tentokráte s Marokem. Po tomto turnaji ze své funkce odstoupil.

### Paris Saint-Germain
V červnu 2023 byl jmenován novým trenérem Paris Saint-Germain. V sezóně 2024/2025 s ním vyhrál treble, když vyhrál francouzskou Ligue 1, francouzský pohár a Ligu mistrů UEFA.